# Consonne battue
Pour les articles homonymes, voir battue.
Une consonne battue (ou brièvement une battue) est une consonne vibrante produite par la rencontre de deux organes articulateurs. La différence essentielle entre une battue et une occlusive réside dans l'absence de pression de l'air dans la production de la battue.

## Consonnes battues de l'API
- Alvéolaires : la région alvéolaire sert de point d'appui à la pointe de la langue qui vibre brièvement avant de se rabattre en position de repos, plate, la pointe contre les dents du bas.
  - [ɾ] (centrale)
  - [ɺ] (latérale)
- Rétroflexe : la pointe de la langue, dirigée vers l'arrière, vibre brièvement contre le palais antérieur. Elle prend contact avec celui-ci par sa face intérieure, puis va se rabattre en position de repos, plate, la pointe contre les dents du bas.
  - [ɽ] (centrale)